# 佐藤郁美
佐藤 郁美（さとう いくみ、1963年12月25日 - ）は、日本の弁護士、ニューヨーク州弁護士。公正取引委員会審判官や、第二東京弁護士会副会長を経て、情報公開・個人情報保護審査会委員、ダイダン取締役。

## 人物・経歴
神奈川県横須賀市生まれ。父は海上自衛隊員。呉市や、江田島町を経て、横浜市でバドミントンの神奈川県一の強豪高校に通い、当初は体育科教諭を目指した。中央大学法学部卒業。小島武司ゼミ出身。1990年弁護士登録。ニューヨーク大学・ロー・スクール卒業。1995年ニューヨーク州弁護士。公正取引委員会審判官を経て、2017年第二東京弁護士会副会長。2019年情報公開・個人情報保護審査会委員、ダイダン監査役。2021年のぞみ総合法律事務所弁護士、日本弁護士国民年金基金常務理事、ダイダン取締役。